# Předvojovice
Předvojovice jsou osada, část městyse Čachrov v okrese Klatovy v Plzeňském kraji. Nachází se asi tři kilometry jihovýchodně od Čachrova. Je zde evidováno 5 adres. V roce 2011 zde trvale žilo šest obyvatel.
Předvojovice leží v katastrálním území Chvalšovice u Čachrova o výměře 3,34 km².

## Historie
První písemná zmínka o vesnici pochází z roku 1428.

## Obyvatelstvo
| Rok            | 1869 | 1880 | 1890 | 1900 | 1910 | 1921 | 1930 | 1950 | 1961 | 1970 | 1980 | 1991 | 2001 | 2011 | 2021 |
| -------------- | ---- | ---- | ---- | ---- | ---- | ---- | ---- | ---- | ---- | ---- | ---- | ---- | ---- | ---- | ---- |
| Počet obyvatel | 33   | 32   | 29   | 25   | 27   | 26   | 24   | 11   | 11   | 13   | 10   | 11   | 8    | 6    | 5    |
| Počet domů     | 4    | 4    | 5    | 5    | 4    | 4    | 4    | 4    | 4    | 4    | 3    | 3    | 3    | 3    | 3    |

## Obecní správa
Při sčítání lidu v letech 1850–1975 Předvojovice byly osadou obce Kunkovice, se kterým patřily nejprve do okresu Sušice, ale od roku 1960 v okrese Klatovy. Od 1. ledna 1976 jsou částí městyse Čachrov v okrese Klatovy.

## Galerie

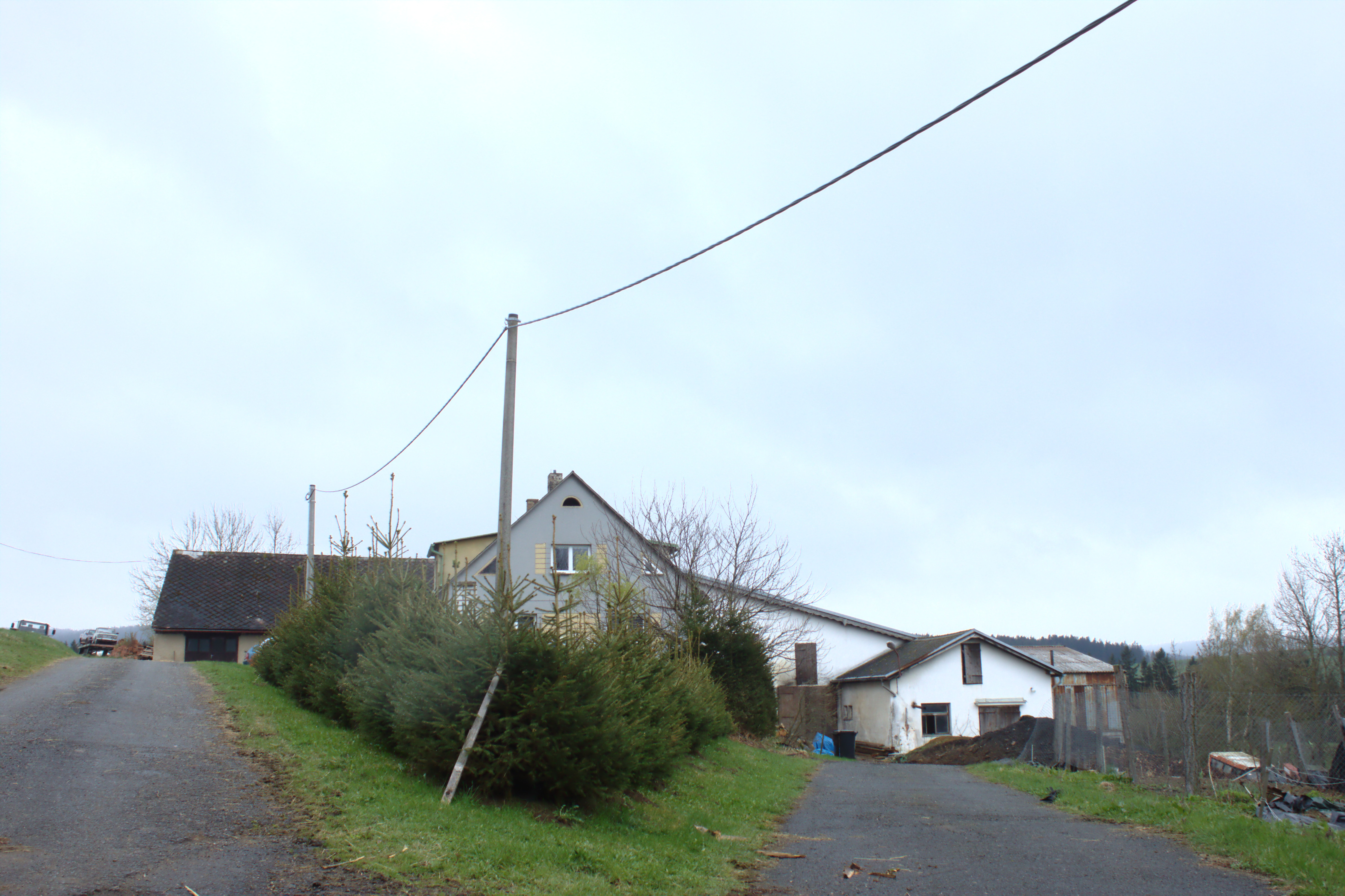
Domy v obci
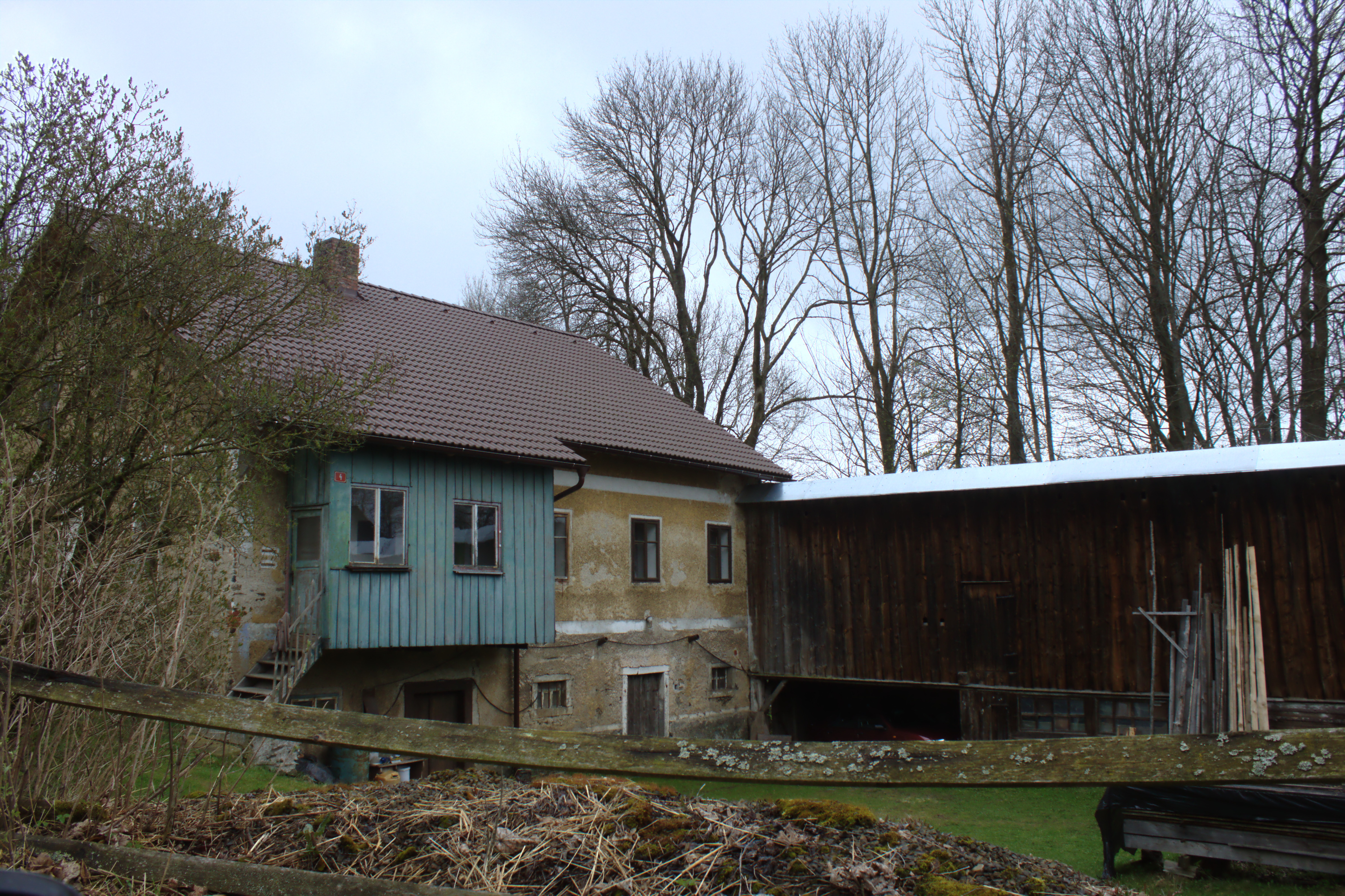
Místní dům
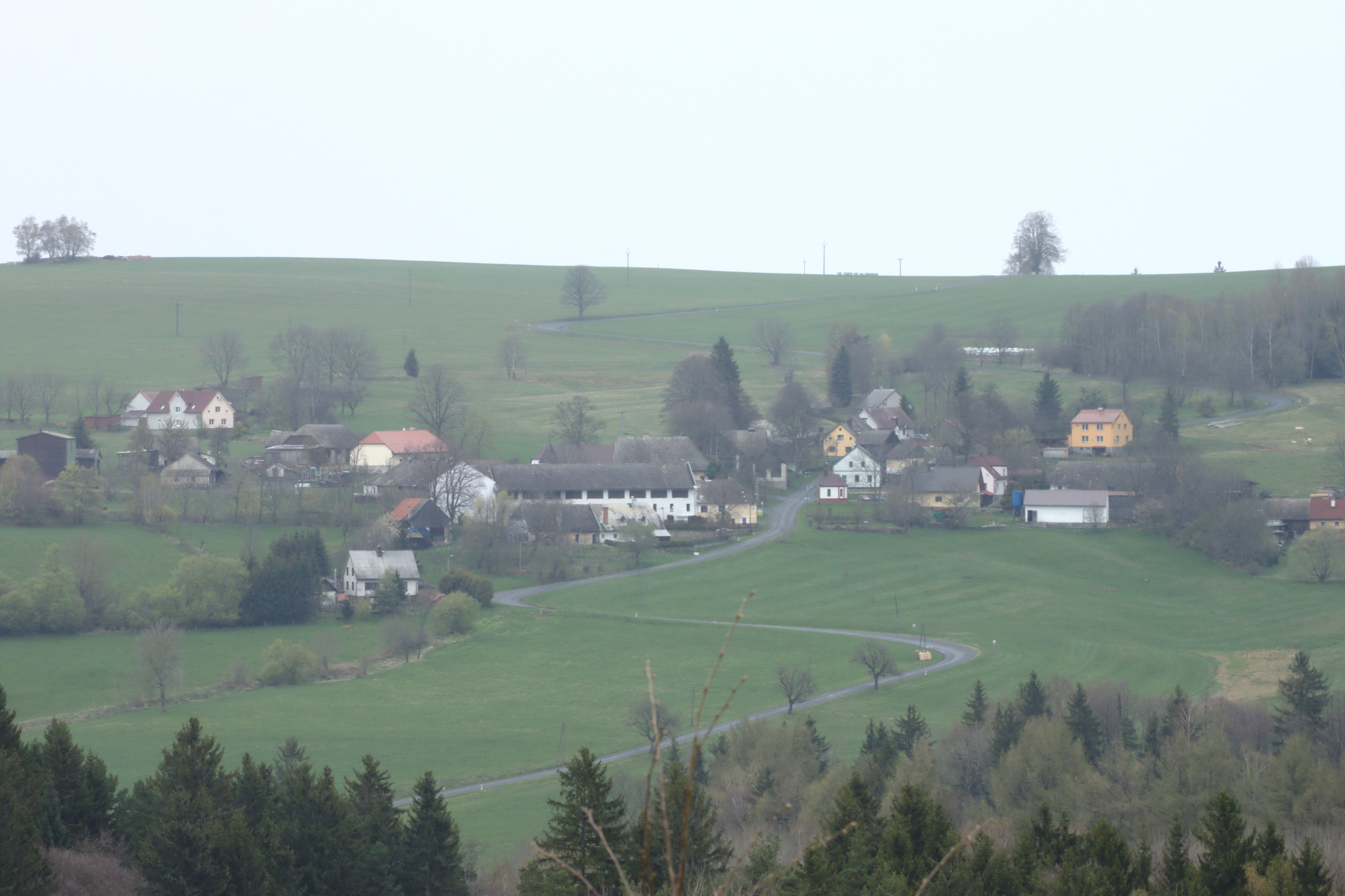
Pohled z Předvojovic nad Kunkovice